# HMS Inflexible (1907)
Pour les autres navires du même nom, voir HMS Inflexible.
Le HMS Inflexible est un croiseur de bataille de classe Invincible construit pour la Royal Navy au début du XXe siècle. Il participe ainsi à la Première Guerre mondiale, durant laquelle il prend part aux batailles des Falklands, des Dardanelles et du Jutland. Obsolète à la fin du conflit, il est revendu pour démolition en 1921.

## Conception
Au début du XXe siècle, dans la Royal Navy, chaque classe de cuirassé possède sa classe de croiseurs cuirassés équivalente ; c'est le cas par exemple de la classe Minotaur, inspirée de la classe Lord Nelson. Ainsi en 1902, la classe Invincible est prévue pour être construite en parallèle d'une classe de cuirassés ; elle disposerait d'un blindage de 6 pouces (152 mm), de 2 tourelles doubles de canons de 9,2 pouces (234 mm), de 6 tourelles doubles de canons de 7,5 pouces (191 mm) et de machines développant 35 000 chevaux qui feraient filer 25 nœuds (46 km/h) aux navires. À la place, c'est la classe Minotaur qui est construite, mais le First Sea Lord Fisher les trouve trop lents à son goût. La guerre russo-japonaise donne un nouvel élan à la construction de croiseurs cuirassés, et Fisher met en avant l'idée qu'une grande vitesse leur serait suffisante pour éviter les obus de gros calibre. Un nouveau type de croiseurs cuirassés est étudié, basé sur le cuirassé HMS Dreadnought : il doit disposer de canons de 12 pouces, d'un blindage de 6 pouces et d'une vitesse de 25 nœuds (46 km/h). Ainsi naît le concept de croiseur de bataille, dont la grande vitesse compense le blindage moindre.
L'Inflexible est armé de 8 canons de 12 pouces BL Mk X répartis en 4 tourelles doubles, de 16 canons de marine de 4 pouces QF Mk III, d'un canon antiaérien de 3 pouces QF 20 cwt et de 5 tubes lance-torpilles de 18 pouces (457 mm). 31 chaudières Yarrow alimentent les 4 turbines Parsons qui développent 41 000 chevaux ; le croiseur de bataille peut ainsi filer 25,5 nœuds (47 km/h). Pouvant emporter jusqu'à 3 085 tonnes de charbon et 725 tonnes de mazout, le navire peut parcourir 6 200 milles marins (11 500 km) à une vitesse de 10 nœuds (19 km/h).

## Histoire
La construction de l'Inflexible commence le 5 février 1906. Lancé le 26 juin 1907 et armé le 20 octobre 1908, le croiseur de bataille est endommagé pendant les essais de son artillerie et doit subir des réparations jusqu'en janvier 1909. En mars 1909 il intègre la 1re escadre de croiseurs de bataille et devient le navire amiral de l'amiral Seymour en septembre pour une visite à New York. En mai 1911 il entre en collision avec le Bellerophon au large de Portland. Après réparation, il devient le navire amiral de la 1re escadre jusqu'en mai 1912. En novembre de la même année il devient le navire amiral de la Mediterranean Fleet, aux ordres de l'amiral Milne. Il participe alors à la poursuite du Goeben et du Breslau en août 1914 avant de rentrer à bon port le 18 août. Un mois plus tard, il remplace le New Zealand dans la 2e escadre de croiseurs de bataille (en).
Le 5 novembre 1914 il rejoint Devonport en compagnie de son sister-ship l'Invincible afin de subir un carénage ; les deux navires partent ensuite pour les îles Malouines afin d'espérer affronter l'escadre d'Extrême-Orient allemande. Lors de la bataille des Falklands, les deux navires coulent les croiseurs cuirassés SMS Scharnhorst et Gneisenau ; l'Inflexible tire 661 obus de 12 pouces, en encaisse trois de 210 mm qui tuent un membre d'équipage et en blessent trois. Le croiseur de bataille retourne alors en Méditerranée et remplace l'Indefatigable à la tête de la Mediterranean Fleet. Celle-ci participe à la bataille des Dardanelles en février et mars 1915 ; l'Inflexible bombarde des forts à l'entrée du détroit et réussit à détruire deux canons de 14 pouces (356 mm). Sérieusement endommagé par une mine le 19 mars, il est remorqué à Malte en mai, puis Rosyth où il rejoint la 3e escadre de croiseurs de bataille (en). Il participe à la bataille du Jutland et en sort indemne, passant le reste de la guerre dans la 3e escadre. Le 1er février 1918, durant un exercice (la bataille de l'île de May), l'Inflexible percute le sous-marin K22 mais ne subit que de légers dommages. Le 21 novembre, le navire est présent à Scapa Flow lors de la reddition de la flotte allemande. Mis en réserve en janvier 1919, le croiseur de bataille est rayé des listes en mars 1920 avant d'être vendu pour démolition en décembre 1921.